# Тосима (Токио)
Тосима (яп. 利島村 Тосима-мура) — село в Японии, находящееся в округе Осима префектуры Токио. Площадь села составляет 4,12 км², население — 327 человек (1 октября 2020), плотность населения — 79,37 чел./км².

## Географическое положение
Село расположено на острове Тосима в префектуре Токио региона Канто.

## Население
Население села составляет 327 человек (1 октября 2020), а плотность — 79,37 чел./км². Изменение численности населения с 1980 по 2005 годы:
| 1980 | 278 чел. |  |
| 1985 | 297 чел. |  |
| 1990 | 315 чел. |  |
| 1995 | 317 чел. |  |
| 2000 | 302 чел. |  |
| 2005 | 308 чел. |  |

## Символика
Деревом села считается камелия, цветком — золотистая лилия, птицей — японская белоглазка.